# Pacific Motor Vehicle Company
Pacific Motor Vehicle Company war ein US-amerikanischer Hersteller von Automobilen.

## Unternehmensgeschichte
Hiram T. Bradley war Ingenieur in Oakland in Kalifornien. Er stellte im Sommer 1900 sein erstes Auto fertig. Daraufhin wurde in der gleichen Stadt im September 1900 das Unternehmen gegründet. Beteiligt waren Bradleys Vater John T. Bradley, J. L. Doble, L. Luther Doble, J. B. McChesney und J. F. Smith. Die Produktion von Automobilen begann. Der Markenname lautete Pacific. Anfang 1903 wurde L. Luther Doble wegen Einbruchs verhaftet. Im gleichen Jahr gab es Pläne für eine Produktionsausweitung in einer anderen Fabrik, die offensichtlich nicht durchgeführt wurden. Zuletzt waren die Fahrzeuge nur noch auf Bestellung lieferbar. 1904 endete die Produktion.
Es gab keine Verbindung zur Pacific Automobile Company und zur Portland Cyclecar Company, die den gleichen Markennamen verwendeten.

## Fahrzeuge
Geplant waren Fahrzeuge mit Ottomotoren sowie Elektroautos. Es gibt aber keinen Hinweis darauf, dass tatsächlich Elektroautos entstanden.
Das erste Fahrzeug hatte einen Zweizylindermotor mit 5,5 PS Leistung. Die Motorleistung wurde über eine Kette an die Hinterachse übertragen. Das Leergewicht betrug rund 435 kg, inklusive Motorenbenzin und Wasser für 128 km. Eine Abbildung zeigt einen Runabout.